# Совер
Совѐр (на италиански: Sover, на местен диалект: Soèr, Соер) е село и община в Северна Италия, автономна провинция Тренто, автономен регион Трентино-Южен Тирол. Разположено е на 831 m надморска височина. Населението на общината е 811 души (към 2018 г.).